# Veszprémy László
Veszprémy László (Budapest, 1958. március 26. –) magyar történész, könyvtáros.

## Élete
1982-ben végzett az Eötvös Loránd Tudományegyetem történelem–könyvtár–latin szakán. 1983-ban egyetemi doktor lett. 1995-ben PhD és kandidátusi fokozatot szerzett a Magyar Tudományos Akadémián. 2009-től az MTA doktora.
1982-1984 között az Országos Széchényi Könyvtárban könyvtáros, tudományszervező. 1984-1993 között a Hadtörténeti Intézet tudományos munkatársa. 1986-1989 között az Eötvös Loránd Tudományegyetem Középkori és koraújkori magyar történeti tanszékének megbízott előadója. 1993-1999 között a Hadtörténeti Könyvtár igazgatója. 1994-től a CEU Department of Medieval Studies megbízott előadója. 2000-2005 között a Hadtörténeti Könyvtár és Térképtár igazgatója, 2005-től a Hadtörténeti Intézet igazgatója. 2010-től a Kodolányi János Főiskola Társadalomtudományi Tanszékének megbízott előadója, főiskolai docens.
1999-től a Hadtörténelmi Közlemények szerkesztőbizottsági tagja. 2000-től A Hadtörténelmi Intézet Millenniumi Könyvtára sorozatszerkesztője. 2010-ben a Századok szerkesztőbizottsági tagja. 2012-től a Medievisztikai kutatócsoport vezetője.
Kutatási területe a középkori művelődéstörténet, latin írástörténet, középkori hadtörténet és a latin nyelvű történetírás története.

## Művei
- 2008 Lovagvilág Magyarországon. Budapest.
- 2008 Az Árpád- és Anjou-kor csatái, hadjáratai. Budapest.
- 2009 King Sigismund of Luxemburg at Golubac (Galamboc). In: Worlds in Change - Church Union and Crusading in the Fourteenth and Fifteenth Centuries. Ed. by Christian Gastgeber - Ioan-Aurel Pop - Oliver Jens Schmitt - Alexandru Pop. 291-308.
- 2010 A korai magyar évkönyvekről - Kapcsolatok és kölcsönzések az évkönyvek, krónikák és krónikakivonatok között. In: Aktualitások a magyar középkorkutatásban. Szerk.: Font Márta – Fedeles Tamás – Kiss Gergely. Pécs, 11-22.
- 2011 A kenyérmezei csata - Az idő és tér szerepe a határvédelmi harcokban. In: Szabó Sarolta (Szerk.): Örökös háború két világ határán – katonák, fegyverek és hadviselés a törökök elleni küzdelemben. Hadtörténeti konferencia a kenyérmezei csata 510. évfordulóján. Nyírbátor, 9-26.
- 2011 A Szent György-lovagrend - a kutatás állása. In: Kerny Terézia – Smohay András (szerk.): Károly Róbert és kora. Székesfehérvár, 86-100.
- 2012 Usadenie sa Maďarov a bitka pri Bratislave v roku 907. In: Juraj Šedivý - Tatiana Štefanovičová (Szerk.): Dejiny Bratislavy 1 - Od počiatkov do prelomu 12. a 13. storočia. Bratislava, 313-317.
- 2014 Zsigmond királynak a huszitákkal való fegyveres küzdelmének első évei - A hadvezér és diplomata konfliktusa. In: Bárány Attila - Pósán László (Szerk.): "Causa unionis, causa fidei, causa reformationis in capite et membris" - Tanulmányok a konstanzi zsinat 600. évfordulója alkalmából. Debrecen, 442-454.
- 2015 A magyarországi középkori hadtörténetírás történetéhez. In: Kincses Katalin Mária (Szerk.): A magyar hadtörténetírás története és aktuális kérdései. Budapest, 201-220.
- Elfeledett háborúk. Középkori csaták és várostromok, 6-16. század; szerk. Pósán László, Veszprémy László; Zrínyi, Bp., 2016

## Elismerései
- A Magyar Érdemrend lovagkeresztje (2022)